# 鵜澤秀行
鵜澤 秀行（うざわ ひでゆき、本名：鵜沢 秀行、1944年4月27日 - ）は文学座所属の俳優。東京都出身。身長168cm、体重75kg。日本大学卒業。

## 主な出演作品

### 舞台
1968年
- 初舞台『アンドーラ』(文学座アトリエ公演)

1980年
- 『復讐するは我にあり』(文学座本公演)紀伊國屋ホール

1981年
- 『あーぶくたった、にいたった』(本公演)俳優座劇場

1984年
- 『近松女敵討』（本公演）サンシャイン劇場

1985年
- 『團十郎と音二郎』（アトリエ）

1988年
- 『雨の運動会』（アトリエ）
- 『近松女敵討』（本公演）サンシャイン劇場

1989年
- 『十二夜』（本公演）紀伊國屋ホール
- 『グリークス』（アトリエ）

1991年
- 『ふるあめりかに袖はぬらさじ』（本公演）サンシャイン劇場

1992年
- 『恋ぶみ屋一葉』（松竹）新橋演舞場

1993年
- 『漂泊者のマリア』（アトリエダンカン）NHKホール

1994年
- 『シンガー』（アトリエ）
- 『恋ぶみ屋一葉』新橋演舞場

1995年
- 『守銭奴』（俳優座劇場）
- 『じゃじゃ馬ならし』（シェイクスピアシアター）グローブ座
- 『アテネのタイモン』（シェイクスピアシアター）グローブ座

1997年
- 『柘榴のある家』（本公演）紀伊國屋サザンシアター

1998年
- 『十二人の怒れる男たち』俳優座劇場

1999年
- 『王様は白く思想する』（アトリエ）※演出

2000年
- 『デンティスト 愛の隠れんぼ』（本公演）三越劇場
- 『鉄格子』東京芸術劇場
- 『心破れて』（アトリエ）
- 『峠の雲』（本公演）三越劇場
- 『かどで・釣堀にて』俳優座劇場

2002年
- 『鹿鳴館』（ポイント東京）ル テアトル銀座
- 『大寺学校』（本公演）アトリエ
- 『ウィット』パルコ劇場

2004年
- 『十二人の怒れる男たち』俳優座劇場

2006年
- 『オトコとおとこ』（アトリエ）
- 『ゆれる車の音』（本公演）紀伊國屋サザンシアター

2007年
- 『ぬけがら』（本公演）紀伊國屋サザンシアター　10年 地方巡演

2008年
- 『AWAKE AND SING!-目覚めて歌え!-』（アトリエの会）NHKみんなの広場ふれあいホール

2010年
- 『上野動物園』（演出）日本大学芸術学部所沢校舎アートセンター・ブラックボックス

2011年
- 『紙屋悦子の青春』（演出）日本大学芸術学部所沢校舎アートセンター・ブラックボックス

2013年
- 『不幸/一周忌』浅草見番
- 『わかれ道/通り雨』文学座新モリヤビル1階

2014年
- 『お気に召すまま』あうるすぽっと

2024年
- 『石を洗う』（アトリエ）[3]

### ドラマ
- 五人の野武士 第5話「おん大将のおん首」（1968年、NTV）
- 鬼平犯科帳 第28話「縄張り」（1970年、NET / 東宝） - 打上げの仙太郎 役
- 俺たちの旅（1976年、NTV）
  - 第24話「男の道はきびしいのです」
  - 第44話「友情ってなんでしょう?」
- 夜明けの刑事（1976年、TBS）
  - 第68話「暴力亭主と別れる方法」
  - 第80話「わが娘よ!!」
- 大河ドラマ（NHK）
  - 花神（1977年） - 三瀬周三
  - いのち（1986年） - 外科医
  - 葵 徳川三代（2000年） - 伊藤盛正
- オレの愛妻物語 第3話（1978年、NTV） - 寅男の仲間
- 特捜最前線
  - 第91話「交番ジャック・4人だけの忘年会!」（1978年）
  - 第483話「二重記憶喪失の女・青い鳥、墜ちた!」（1986年）
- 大空港 第26話「真実の愛 空港ホテル殺人事件の謎を追え!」（1979年、CX） - JAL副操縦士
- 太陽にほえろ! 第472話「鮫やんの大暴走」（1981年、NTV） - 安田
- 土曜ワイド劇場 / 牟田刑事官事件ファイル 第3作「見合い旅行殺人事件」（1985年、ANB）
- 火曜サスペンス劇場
  - 弁護士・高林鮎子 第25作（1999年） - 森安警部補
  - 身辺警護 第10作（2002年）
- レッツ・ゴー!永田町（2001年、NTV）
- テレビ未来遺産"終戦"特別企画 報道ドラマ 生きろ 〜戦場に残した伝言〜（2013年8月7日、TBS）
- 中学生日記
- 御宿かわせみ

### 劇場版アニメ
- ゲド戦記

### 洋画吹き替え
- オースティン・パワーズ ゴールドメンバー（ミスター・ロボット）